# Italia (dirigível)
Italia foi a desginação de uma aeronave do tipo dirigível, construída na Itália em 1924, tendo sido utilizada por Umberto Nobile em seus voos ao Polo Norte em maio de 1928, sendo que o último deles resultou numa queda catastrófica, vitimando parte da tripulação.
O desenho do "N-4 Italia" era o mesmo do "N-1 Norge", porém com maior capacidade de gás. Pouco se sabe a respeito do exemplar "N-2". O "N-3" foi vendido ao Japão, assumindo a designação de "Dirigível Naval No. 6", sendo entregue em 1926 ou 1927.

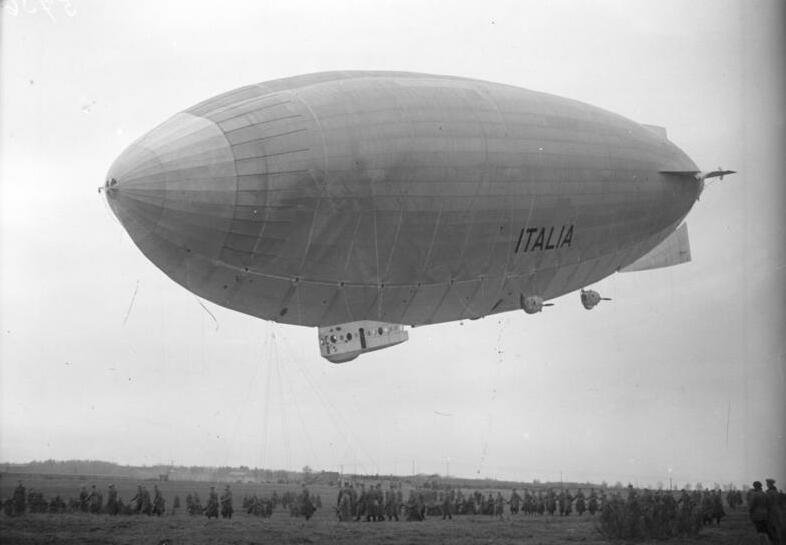
Dirigível Italia.